# 6714 Montreal
6714 Montreal este o planetă minoră (asteroid), cu un diametru de 9,517 km, din centura de asteroizi. A fost descoperită pe 29 iulie 1990 la Observatorul Palomar de Henry E. Holt și a fost numită după Montréal. 
Obiectul prezintă o orbită caracterizată de o semiaxă mare de 2,5542271 UAi, o excentricitate de 0,14, o înclinație de 14,56143 ° în raport cu ecliptica.